# Göteborgs bilkooperativ
Göteborgs bilkooperativ, till 2008 Majornas bilkooperativ, bildades 1988 och är idag Sveriges största bilkooperativ. Kooperativet leasar ca 20 bilar som står parkerade i flera av Göteborgs stadsdelar, men med en majoritet i Majorna. Föreningen har cirka 400 användare, både hushåll och företag, och kansliet ligger i de västra delarna av Göteborg.
Bilkooperativet bildades 1988 av ett tiotal personer, varav några kände varandra. De bodde dock centralt och i samma område. Insatsen var 3 500 kronor per person, vilket räckte till en begagnad bil.

## Kostnad
Sedan 2003, då bilparken anslöts till ett datoriserat bokningssystem, har föreningen dubblerat sitt medlemsantal. Ny medlem betalar en medlemsinsats eller deposition, som återbetalas vid utträde ur föreningen. Alla medlemmar erlägger en årsavgift.
Varje medlem gör en arbetsinsats som till exempel kan vara bilvård, uppdatering av föreningens hemsida eller utbildning av nya medlemmar. Göteborgs bilkooperativ är med i den nordiska samarbetsorganisationen för bilpooler BIL.COOP.